# Pihalni orkester Koper
Pihalni orkester Koper ali krajše POK je bil ustanovljen leta 1981. Danes šteje orkester več kot 60 članov.

## Zgodovina
Prva prioriteta pri ustanovitvi orkestra je bila zagotovitev prostorov za vajo. Tako so se vsi mrzlično podali v iskanje najbolj ugodne rešitve, našel pa jo je Janko Hreščak, ki je za bodoči Godbeni dom orkestra predlagal staro cerkvico v Marušicevi ulici, v kateri je bilo takrat trgovsko skladišce Soče Koper. Ob ustanovitvi novega mestnega pihalnega orkestra je Darij Pobega v svojem govoru med drugim tudi predstavil, kako so potekale priprave na ustanovitev orkestra.

Pri urejanju Godbenega doma so pomembno vlogo odigrali člani orkestra sami – in sicer s t. i. udarniškim delom. Godbeniki in kapelnik so v obnovo svojega bodočega doma vložili kar 250 delovnih ur. A delo godbenikov ni bilo dovolj in tako je bilo potrebno ustanoviti gradbeni odbor, v katerem so bili različni obrtniki, ki so potem tudi dokončali dela.

### Začetek
Prva leta delovanja orkestra so potekala predvsem v znamenju postavljanja trdnih organizacijskih temeljev in nastopov predvsem v ožjem okolju, kjer se je orkester že kmalu dobro uveljavil in postal nepogrešljiv člen pri raznih proslavah in slovesnostih, prirejal pa je tudi samostojne nastope.

Prva naloga novoustanovljenega društva je bila vpis v register društev, kar se je zgodilo 10. maja 1982, s tem pa so se končali vsi postopki za ustanovitev in potrditev ustanovitve orkestra. Sedaj je bila na odborih orkestra naloga, da poskrbijo za organizacijske in finančne zadeve, naloga dirigenta pa, da orkester kar se da dobro pripravi na nastope in da poskrbi, da se orkester čim bolj udejstvuje.

Orkester je kvalitetno rasel, kar je kasneje dokazal tudi na številnih tekmovanjih. Že leta 1982 so se začela prizadevanja za povezovanje z ostalimi kulturnimi organizacijami v občini Koper pa tudi izven nje. O tem so se pogovarjali že na prvi seji organov društva, ki je bila 31. avgusta 1982. Seji je prisostvovala tudi Mirjana Bonin, predstavnica takratne Zveze kulturnih organizacij. 

V prvih letih svojega delovanja se je orkester pomembno uveljavil v svojem okolju. V Občini Koper ni bilo pomembnejše prireditve, pri kateri ne bi sodeloval. Kot omenjeno, pa se je že začel uveljavljati tudi v tujini – najprej v sosednji Italiji. Dosežena je bila dolocena kakovost, odziv publike je bil dober, prav tako so bile pozitivne kritike v lokalnem časopisju. Sledil je korak naprej in dirigent Darij Pobega se je odločil, da je čas za nastop na tekmovanju.

Tako so se začelu vrstiti odlični rezultati in razna potovanja ter intenzivne vaje.

V letu 2002 pa je prišlo tudi do konkretnih premikov pri zamenjavi prostora.

### Menjava prostora
Želja orkestra je bila, da bi se iz cerkve v Marušicevi ulici, v kateri je domoval od ustanovitve in ki je že davno postala premajhna in neprimerna, preselil v večjo cerkev na Trgu Brolo. Po številnih vlogah in prošnjah je Mestna občina Koper orkestru vendarle ugodila. A s tem so se stvari začele zapletati. Poleti 2002 je orkester preselil svoje imetje v podzemno skladišce v koprski Bonifiki. Šlo naj bi samo za začasno situacijo, a temen podzemni prostor brez sanitarij, ogrevanja, oken in zračenja je postal dom orkestra za dolgi dve leti. V tem času so se pojavili številni pretendenti, ki so hoteli cerkvico pridobiti zase, že leta 2002 pa so se postavljala vprašanja, ali godba sploh sodi v takšen prostor. Da vsekakor sodi, je potrdil tudi Zavod za varstvo kulturne dediščine Piran in tako se je orkester preselil na trg Brolo v bivši arhiv občine Koper v cerkev Svetega Jakoba. Uradno je bil godbeni dom odprt 5. marca 2004, ta dan je bila tudi uradno prva vaja v novih prostorih.

Orkester od tedaj pridno vadi v novih prostorih.

## Dosežki
1985: Tekmovanje v drugi kategoriji pihalnih orkestrov Slovenije v Mariboru v konkurenci z odraslimi godbeniki.

1989: Tekmovanje v Göteburgu na Švedskem, tretja nagrada v drugi kategoriji priznanega mednarodnega tekmovanja.

1990: Tekmovanje v Portorožu srebrna plaketa v konkurenci z najbolšimi slovenskimi orkestri

1990: Udeležba na festivalu »Purmereade 1990« na Nizozemskem, uvrstitev med prvih pet orkestrov, prva nagrada v drugi kategoriji, v koncertnem delu pohvala za najbolšo izvedbo obvezne skladbe.

1991: Tekmovanje v Hammarju na Norveškem, prvo mesto v tretji kategoriji odraslih orkestrov.

1993: Tekmovanje v Hammarju na Norveškem, drugo mesto v srugi kategoriji.

1993: Tekmovanje v Göteburgu na Švedskem, prvo mesto v drugi kategoriji evropskega festivala.

1994: Dva celovečerna koncerta za promocijo Slovenije v Neuhofnu v Avstriji.

1994: Festival pihalnih orkestrov v Breisachu v Nemčiji, najvišja ocena v konkurenci petdesetih mladinskih orkestrov iz trinajstih držav.

1995: Tekmovanje v Hammarju na Norveškem, drugo mesto v drugi kategoriji (prvo mesto ni bilo podeljeno).

1996: Udeležba na prireditvi ob obisku papeža Janeza Pavla II. v Sloveniji, ki sta ga prenašali Evrovizija in Mondovizija.

1996: Udeležba na festivalu »Oktoberfest 1996« v Calleli v Španiji.

1997: Tekomovanje v Göteburgu na Švedskem, prvo mesto v drugi kategoriji.

1998: Udeležba na festivalu »Purmerade 1998« na Nizozemskem, zlata medalja v drugi kategoriji in posebna pohvala za najbolšo izvedbo obvezne skladbe.

1998: Tekmovanje v Luksemburgu, prva nagrada v drugi kategoriji.

1999: Svetovno tekmovanje »Welt Jugendmusik Festival v Zürichu v Švici, druga nagrada v drugi kategoriji.

1999: Državno tekmovanje slovenskih pihalnih orkestrov v Krškem, druga nagrada v prvi težavnostni stopnji.

2000: Odprto državno prvenstvo v Nürnbergu v Nemčiji. prva nagrada v prvi kategoriji, posebna pohvala orkestru za edino pravilno izvedno obvezne skladbe »Challenge«.

2000: Prvo mednarodno tekmovanje v Kopru, srebrna medalja v prvi kategoriji.

2001: udeležba na festivalu »Oktoberfest 2001« v Calleli v Španiji.

2002: Tekmovanje za pokal Ormožav zabavnem programu, najvišje število točk v tekmovalnem delu in pokal za najboši nastop v celoti.

2002: Orkester je prejel srebrno plaketo ZZB za ohranjanje tradicij NOB.

2004: Udeležba na evropskem festivalu pihalnih orkestrov FIJO v Chebu na Češkem, na katerega je bil povabljen po en orlester iz straih in novih članic Evropske unije, POK je zastopal Slovenijo.

2004: 2. mednarodno tekmovanje »Slovenija 2004« v Velenju srebrna medalja v prvi težavnostni stopnji.

2005: Svetovno tekmovanje mladniskih pihalnih orkestrov »Welt Jugendmusik Festival« v Zürichu v Švici, prva nagrada v drugi kategoriji.

2006: Udeležba na festivalu pihalnih orestrov v Schladmingu, ki g avsako leto udeležijo svetovno znani strokovnjaki s področja pihalnih orkestrov.

2006: Udeležba na festivalu »Oktoberfest 2006« v mestu Calella v Španiji.

2007: Udeležba na festivalu »Oktoberfest 2007« v mestu Calella v Španiji.
2023: Zlata plaketa s posebno pohvalo na tekmovanju slovenskih godb.

## Izdaje
Pihalni orkester Koper je v času svojega delovanja izdal že:
- Dvojni CD Pihalni orkester Koper 1981-2001
- CD Pihalni orkester Koper 2001-2002
- CD Pihalni orkester Koper 2005-2006
- Zbornik ob 25. obletnici ustanovitve orkestra
- Dvojni CD Pihalni orkester Koper 2006-2009
- CD Pihalni orkester Koper - 100 let: Osnovna šola Elvire Vatovec Prade: 1909-2009
- CD Pihalni orkester Koper 2009-2011
- CD Pihalni orkester Koper s koncertnih odrov 2015-2017

## Redni dogodki
Pihalni orkester Koper priredi vsako leto novoletni koncert, ki se zgodi v dneh okrog božiča.